# Harald Nyborg
Harald Nyborg A/S er en dansk detailkæde, der består af 58 butikker i Danmark og en i Sverige. Selskabet blev grundlagt i 1904 med hovedsæde og centrallager i Odense-forstaden Højme.
Virksomhedens historie går tilbage til 1839, da G. Sillo etablerer en isenkram-, våben- og bøssemagerforretning i Vestergade 65 i Odense. Denne forretning overtages af grosserer Harald Nyborg (1880 – 1944), og efter hans død videreføres butikken af enken.
Butikkernes sortiment består af ca. 13.000 varenumre, der alle er at finde i Varehåndbogen, der udkommer årligt. Det faste sortiment suppleres af tilbudsvarer, der kun føres i en kort periode. Nogle butikker er såkaldte ta' selv-butikker, som man kender det fra fx supermarkeder, hvor man selv finder varerne og betaler ved kassen. Andre butikker er såkaldte katalogmarkeder, hvor butikkerne fungerer som udstilling, her noterer man de varer, man ønsker at købe på en ordreseddel. Sedlen afleveres ved kassen og varerne plukkes fra butikkens lager. Dette koncept var – og er stadig – unikt i dansk detailhandel. Varerne kan også bestilles pr. postordre – enten via post eller via Harald Nyborgs internetbutik, der blev etableret i 1997.
Harald Nyborg havde ved regnskabsaflæggelse i 2014 en egenkapital på mere end 1 mia. DKK og positive nøgletal på alle punkter.  
I 2000 ekspanderede Harald Nyborg til Sverige. Imidlertid annoncerede koncernen i slutningen af 2018 lukning af 10 af de daværende 11 butikker i Sverige med den begrundelse, at man der ville koncentrere sig om nethandel og datterselskabet jem & fix.

## Koncernen
Siden 1983 har Harald Nyborg A/S været ejet af Kurt Daell, hvis familie grundlagde Daells Varehus.
Foruden Harald Nyborg-katalogmarkederne består Harald Nyborg-koncernen af Daells Bolighus med to møbelhuse, samt discount-byggemarkedskæden jem & fix, der blev etableret i samarbejde med Coop-kæden fakta i 1986.
Koncernen beskæftiger omkring 2.000 medarbejdere og omsætter for ca. 5 mia. kr. årligt (2017).

## Danske butikker
Pr. 19. Juni 2022:
| Region             | Antal | By |
| ------------------ | ----- | --- |
| Region Hovedstaden | 12    | Ballerup, Frederiksværk, Gladsaxe, Glostrup (2), Helsinge, Helsingør, Herlev, Hillerød, Ishøj, Tårnby, Ølstykke |
| Region Sjælland    | 8     | Holbæk, Kalundborg, Køge, Nykøbing F, Næstved, Ringsted, Roskilde, Slagelse, Vordingborg                        |
| Region Syddanmark  | 11    | Assens, Esbjerg, Fredericia, Haderslev, Kolding, Odense (2), Rødekro, Svendborg, Sønderborg, Vejle              |
| Region Midtjylland | 9     | Herning, Holstebro, Horsens, Randers, Silkeborg, Skjern, Tilst, Viborg, Viby J                                  |
| Region Nordjylland | 7     | Brønderslev, Frederikshavn, Hjørring, Nykøbing Mors, Thisted, Aalborg, Aabybro                                  |